# Чулакайський сільський округ
Чулака́йський сільський округ (каз. Шолақай ауылдық округі, рос. Чулакайский сельский округ) — адміністративна одиниця у складі Панфіловського району Жетисуської області Казахстану. Адміністративний центр — село Чулакай.
Населення — 5036 осіб (2021; 4190 у 2009, 3824 у 1999, 3002 у 1989).
Станом на 1989 рік існувала Чулакайська сільська рада (села Дмитрієвка, Жиделі, Чулакай).

## Склад
До складу округу входять такі населені пункти:
| Населений пункт   | Населення, осіб (1989) | Населення, осіб (1999) | Населення, осіб (2009) | Населення, осіб (2021) |
| ----------------- | ---------------------- | ---------------------- | ---------------------- | ---------------------- |
| Діханкайрат, село | 586                    | 796                    | 700                    | 1019                   |
| Жиделі, село      | 154                    | 144                    | 83                     | 75                     |
| Чулакай, село     | 2262                   | 2884                   | 3407                   | 3942                   |